# Beatriz Fernández Ibanez
Beatriz Fernández Ibanez (Santander, 19 marzo 1985) è una pallamanista spagnola.
Attualmente gioca per il club Mar Alicante e per la nazionale spagnola. Ha giocato in tale squadra ai campionati europei del 2008, dove la Spagna raggiunse la finale, dopo aver battuto la Germania nella semifinale.
Ha partecipato anche ai XVI Giochi del Mediterraneo, svolti a Pescara, dove la Spagna si è classificata quarta. Convocata per i Giochi della XXX Olimpiade di Londra 2012 conquista, con le compagne di squadra della nazionale, la medaglia di bronzo.